# Cratere Pirx
Pirx è un cratere sulla superficie di Caronte.